# Швець Антон Олегович
Антон Олегович Швець (рос. Антон Олегович Швец, нар. 26 квітня 1993, Генічеськ) — російський футболіст, півзахисник клубу «Ахмат». Провів один матч за національну збірну Росії.

## Клубна кар'єра
Народився 26 квітня 1993 року в місті Генічеськ, Україна в родині українця і грузинки. У дитинстві його родина переїхала в Грузію, пізніше — в Росію. У вересні 2010 року був на перегляді в іспанській «Сарагосі», однак не зміг підписати контракт через свій вік, після чого повернувся в академію московського «Спартака». У 2011 році потрапив у другу команду «Сарагоси» і дебютував у Сегунді Б в сезоні 2011/12. За три роки в іспанському клубі провів 65 матчів, втім за першу команду зіграв лише одного разу — 23 березня 2014 року Швець вийшов на поле в кінці домашнього матчу Сегунди проти «Депортіво» (0:1).
19 червня 2014 року перейшов в іншу іспанську команду — «Вільярреал», втім і тут виступав виключно за дублерів, провівши 71 гру і забивши чотири м'ячі у Сегунді Б.
Влітку 2017 року перед закінченням контракту з «Вільярреалом» отримав запрошення пройти перегляд у грозненському «Ахматі» на передсезонних зборах в Австрії. Взяв участь у кількох товариських матчах, забив гол у ворота «Зальцбурга» (1:1). 1 липня підписав чотирирічний контракт з клубом,. За новий клуб дебютував 5 серпня в гостьовому матчі 4-го туру Прем'єр-ліги проти «Уфи» (2:3). Станом на 30 липня 2018 року відіграв за грозненську команду 26 матчів в національному чемпіонаті.

## Виступи за збірну
У березні 2013 року Швець був викликаний до молодіжної збірної Грузії, але відмовився, аргументуючи це тим, що бачить себе тільки у футболці збірної Росії. 27 березня 2018 року дебютував у складі національної збірної Росії у товариському матчі проти збірної Франції, вийшовши на заміну замість Олександра Єрохіна на 76-й хвилині матчу. Матч закінчився поразкою збірної Росії з рахунком 1:3.